# 炎黄计划
炎黄计划是一个对百位黄种人进行基因组测序的计划，由深圳华大基因研究院、生物信息系统国家工程研究中心与中国科学院北京基因组研究所合作研究。该计划完成了全球首份亚洲人基因组图谱的绘制。
该项目的负责人是中国科学院院士、华大基因研究中心主任杨焕明。

## 炎黄一号
炎黄计划于2006年启动，计划的第一步“炎黄一号”是对一位中国人进行基因组测序。这是自人类基因组计划1%任务、国际人类基因组单体型图计划10%任务后，中国科学家独自进行的人类基因组测序计划。
2007年，华大基因研究院宣布绘制完成了首份黄种人基因组图谱，并于2008年在《自然》杂志上发表了相关研究成果。这一测序数据总量为1177亿碱基对，平均测序深度为36倍，有效覆盖率达99.97%，变异检测精度则达99.9%以上。这也是自DNA之父詹姆斯·沃森与基因组研究先驱克雷格·文特尔之后进行的全球第三例人类个人基因组测序。

## 炎黄99
“炎黄99”是炎黄计划的第二步，旨在于“炎黄一号”后再对99位黄种人进行基因组测序，并构建一个东亚人种的高分辨率遗传多态性图谱，用以促进对东亚人种的医学研究。该计划于2008年启动。